# Zahořany (Okrouhlo)
Zahořany je vesnice v okrese Praha-západ, je součástí obce Okrouhlo. Nachází se asi 1 km na jihovýchod od Okrouhla. Protéká tudy Zahořanský potok. Je zde evidováno 55 adres.

## Historie
První písemná zmínka o vesnici pochází z roku 1092.

## Další fotografie

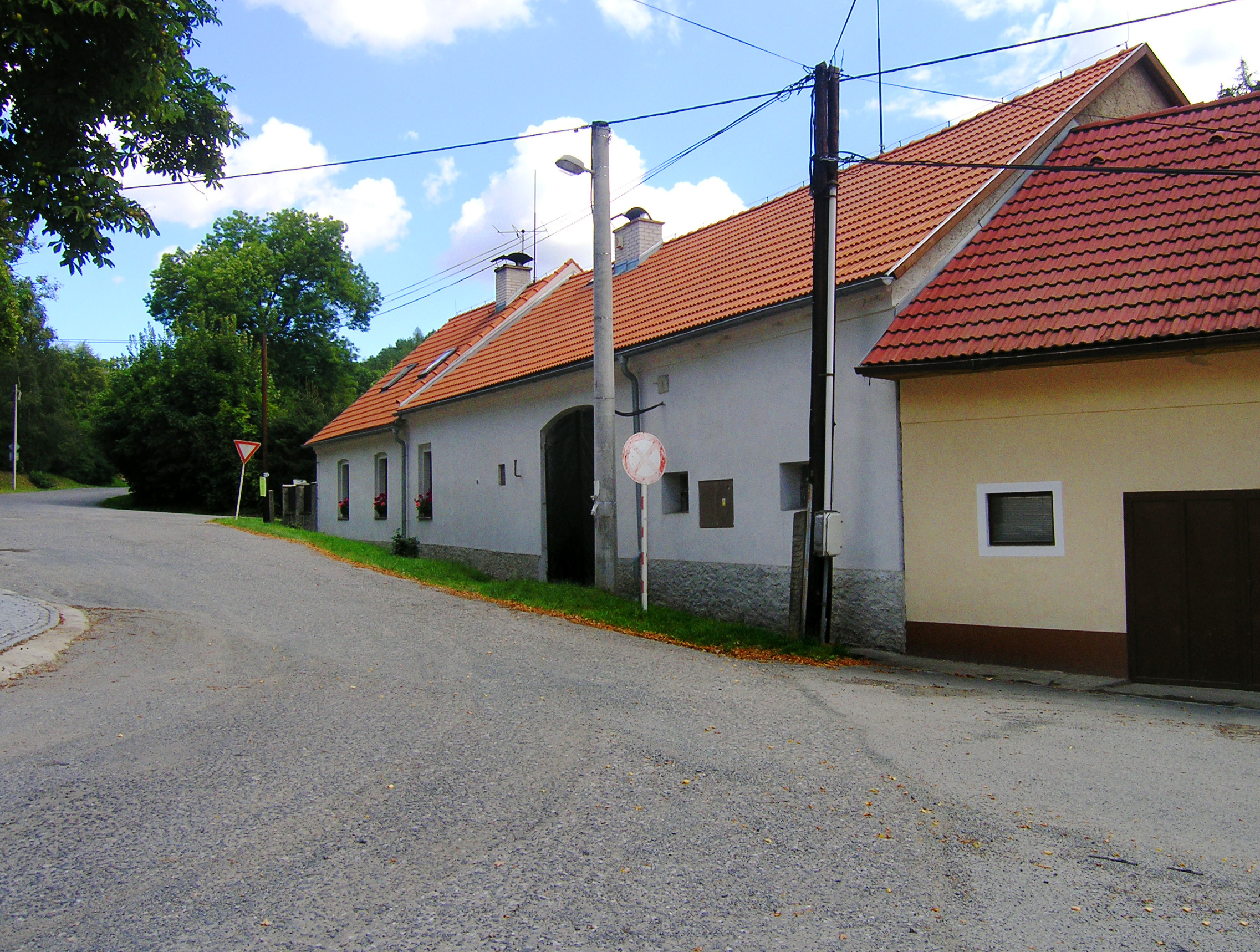
Domky u návsi
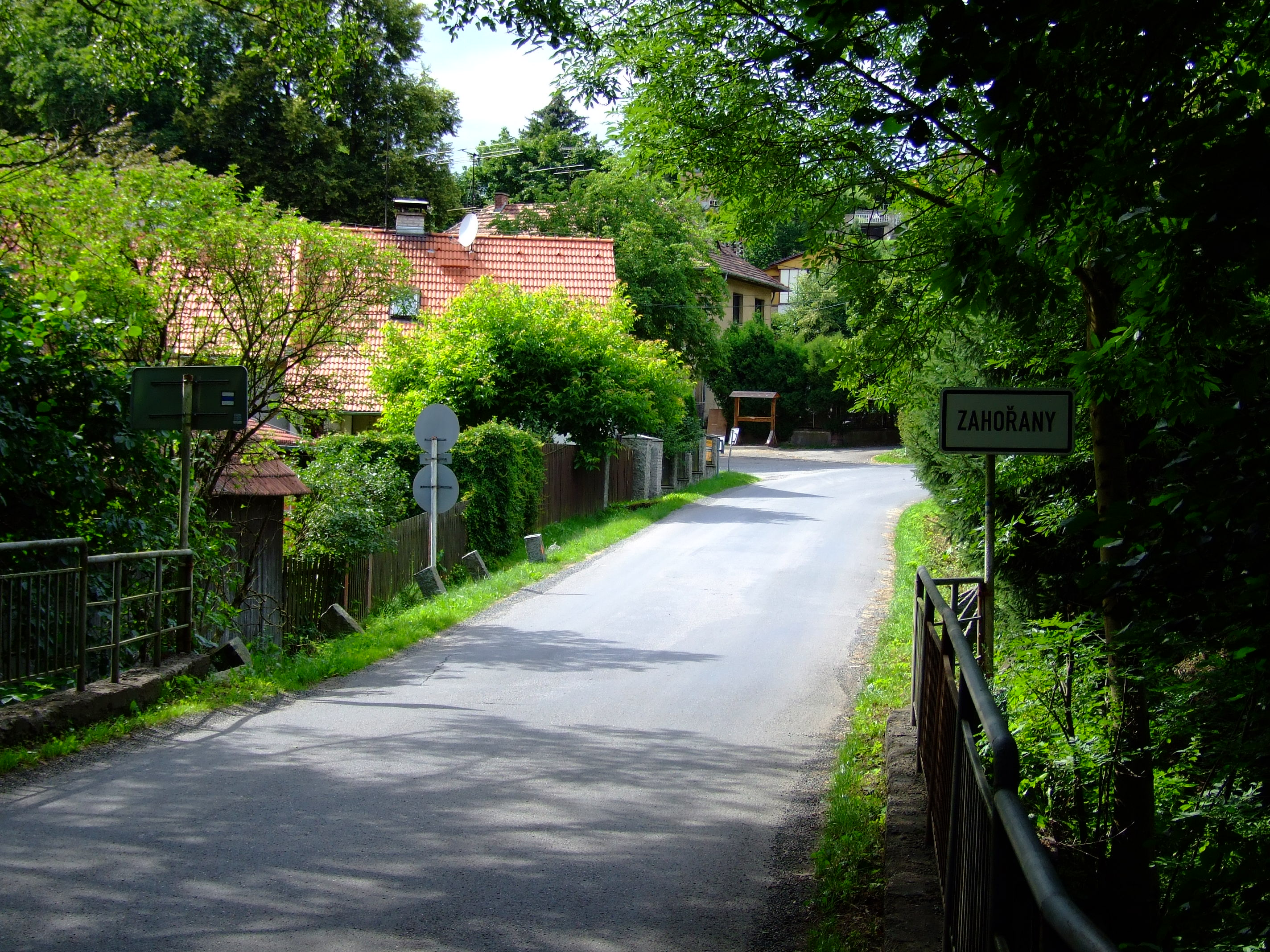
Příjezd od Jílového
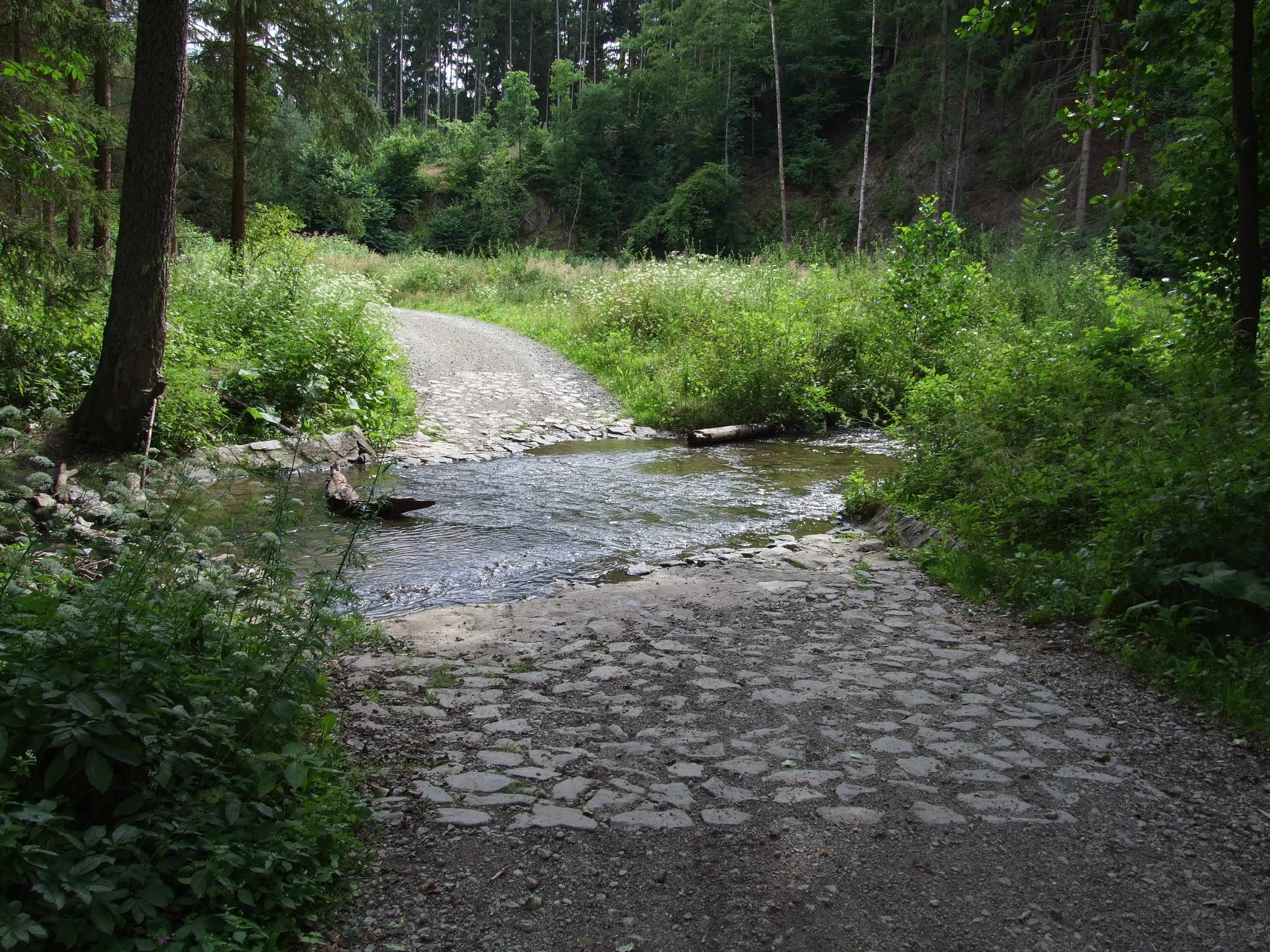
Brod na Zahořanském potoku